# エットレ・メッシーナ
エットレ・メッシーナ（Ettore Messina,1959年9月30日-）は、イタリアのバスケットボール指導者。シチリア州カターニア県カターニア出身。イタリアプロバスケットボールリーグセリエA のオリンピア・ミラノのヘッドコーチ。
ユーロリーグでヘッドコーチとして2度のコーチオブザイヤーに選ばれ、4度の優勝経験を持っている。マヌ・ジノビリらと共に、ユーロリーグ史上の偉大な50人の貢献者に選ばれている。

## 経歴

### ユーロリーグ
1989年から、ヴィルトゥス・ボローニャ、パッラカネストロ・トレヴィーゾ、PBC CSKAモスクワ、レアル・マドリード・バロンセストでヘッドーコーチを務め、1998年と2001年にヴィルトゥス・ボローニャを、2006年、2007年にPBC CSKAモスクワをユーロリーグのチャンピオンに導いた。

### NBA
2011-12シーズンにロサンゼルス・レイカーズのコーチングコンサルタントを務めた後、PBC CSKAモスクワのヘッドコーチに復帰した。その後、2回目のNBAコーチングスタッフとして、2014年7月サンアントニオ・スパーズに招かれ、アシスタントコーチに就任した。

2014年11月26日のインディアナ・ペイサーズ戦で、検診を理由に欠場したグレッグ・ポポヴィッチに代わりヘッドコーチ代行を務め、見事に勝利。ヘッドコーチ代行ながら、NBAで初めてイタリア出身者によるヘッドコーチの勝利を記録した。続く11月28日のサクラメント・キングス戦でも勝利を挙げている。

### イタリア代表
1993年から1997年まで、ナショナルチームのヘッドコーチを務め、1997年バスケットボール男子欧州選手権で銀メダルを獲得している。

### オリンピア・ミラノ
I2019年６月11日、イタリアプロバスケットボールリーグセリエA のオリンピア・ミラノと球団社長兼、ヘッドコーチとして３年契約を結んだ。